# Abraham Poincheval
Abraham Poincheval, né en 1972 à Alençon (Orne), est un artiste français.

## Biographie

### Formation
Après une formation à l’École supérieure des beaux-arts du Mans et l’École supérieure des beaux-arts de Nantes, Abraham Poincheval s'est spécialisé dans la réalisation de performances au cours desquelles il se met en scène dans des espaces restreints.

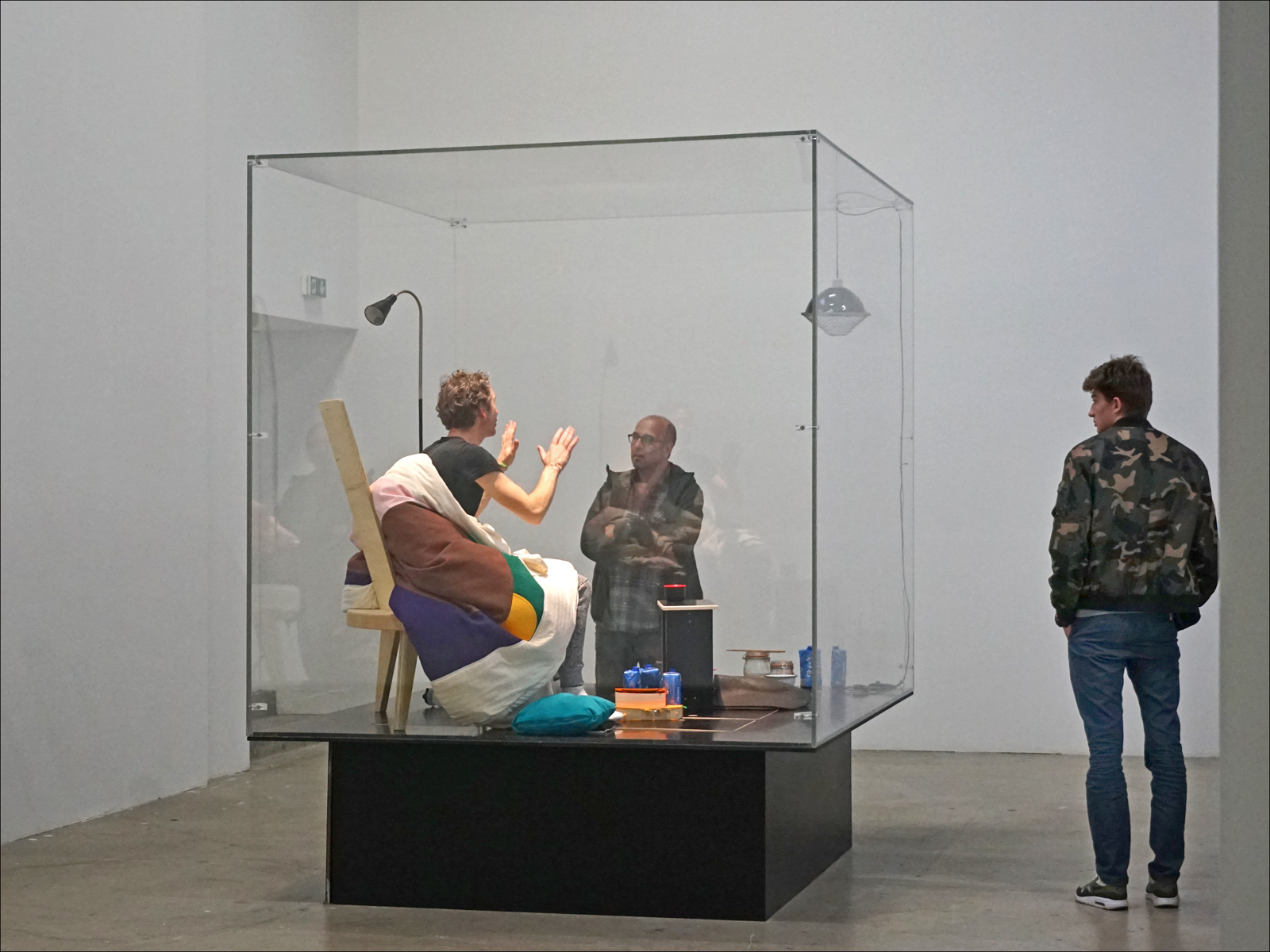

Abraham Poincheval a réalisé de nombreuses performances avec Laurent Tixador,.
604800s est un dispositif créé par l’artiste en 2012, l'obligeant à passer une semaine dans un trou de 60 cm de diamètre, dont l'entrée était bouchée par un rocher. Cet espace était situé dans la librairie Histoire de l’œil à Marseille.
En 2014, il s’enferme dans un ours naturalisé lors d’une performance au Musée de la chasse et de la nature à Paris. Pendant treize jours, l’artiste reste dans le ventre de l’animal.
En 2015, Abraham Poincheval réalise La Bouteille : il entreprend de remonter le Rhône de Lyon jusqu'à la Suisse dans une grande bouteille en verre dont le goulot mesure 60 cm de diamètre ; il ne peut donc en sortir qu’avec l’aide d’une tierce personne. Un camp de base est installé à l'institut d’art contemporain de Villeurbanne, point de départ de l'expédition. Pendant plusieurs semaines, l’artiste voyage à l’intérieur de sa bouteille et effectue des arrêts tout au long de sa remontée. Le public peut à l’occasion s’entretenir avec lui lors de rendez-vous Skype.
Pour La Vigie urbaine (2016), l’artiste se perche sur un mât à plus de douze mètres du sol, une première fois à Rennes devant La Criée, centre d’art contemporain. Il réitère cette performance lors de la Nuit Blanche à Paris (Vigie / Stylite, 2016), cette fois à plus de vingt mètres du sol. Il reste durant six jours consécutifs sur une plateforme de 1,6 x 1 mètre avec le nécessaire vital,.
En 2017, lors de son exposition au Palais de Tokyo, il s’enferme pendant une semaine dans un rocher de 2,5 mètres de haut sur 1,6 mètre de diamètre à l'intérieur duquel l'empreinte de son corps a été creusée (Pierre, 2017).
Pour cette même exposition, il a créé un dispositif (Œuf, 2017) lui permettant durant vingt-et-un à vingt-six jours (selon la durée de gestation) de couver des œufs de poule jusqu’à leur éclosion, devenant en partie leur géniteur.
En 2018, il s'enferme pendant sept jours dans la statue de l'Homme lion, puis traverse la Bretagne à pied (120 kilomètres) avec une armure de 30 kilos, reliant Lanrivain (Côtes-d'Armor) à Brest en dix jours.
La même année, il est professeur invité à l'École nationale supérieure d’architecture de Versailles.

## Expositions personnelles
- Un continent liquide, Domaine de Chamarande, du 3 juin au 26 novembre 2023[15]
- Abraham Poincheval, Palais de Tokyo, du 3 février au 8 mai 2017[16]